# Chitala lopis
Chitala lopis е вид лъчеперка от семейство Нотоптериди (Notopteridae).

## Разпространение
Видът е разпространен в Югоизточна Азия, включително Индокитай, Малака, Борнео, Суматра и Ява в Индонезия.